# Varga József (labdarúgó, 1954)
Varga József (Budapest, 1954. október 9. –) magyar labdarúgó, balhátvéd.

## Pályafutása

### Klubcsapatban
A Honvéd saját nevelésű játékosa. 1973-ban mutatkozott be az első osztályban. Háromszoros magyar bajnok és egyszeres kupagyőztes.
A nemzetközi kupákban az 1978/79-es idényben a negyeddöntőig jutott a csapattal. A nyolcaddöntőben a háromszoros BEK-győztes AFC Ajaxot búcsúztatták (4:1, 0:2).
1985-től a török első osztályban profiskodott. Ezután még egy-egy idényt játszott itthon az Újpesti Dózsában és a Volánban. Aktív sportpályafutását Finnországban fejezte be.

### A válogatottban
A magyar válogatottban 31 alkalommal szerepelt 1980 és 1986 között és egy gólt szerzett. Az 1982-es spanyolországi és 1986-os mexikói világbajnokságon szereplő csapat tagja. Egyetlen válogatottbeli gólját 1982-ben szerezte Belgium ellen.

## Sikerei, díjai
- Magyar bajnokság
  - bajnok: 1979–80, 1983–84, 1984–85
- Magyar Népköztársasági Kupa (MNK)
  - győztes: 1985

## Statisztika

### Mérkőzései a válogatottban
| Magyarország | Magyarország         | Magyarország                            | Magyarország  | Magyarország | Magyarország  | Magyarország  | Magyarország | Magyarország |
| #            | Dátum                | Helyszín                                | Hazai         | Eredmény     | Vendég        | Kiírás        | Gólok        | Esemény      |
| ------------ | -------------------- | --------------------------------------- | ------------- | ------------ | ------------- | ------------- | ------------ | ------------ |
| 1.           | 1980. szeptember 24. | Budapest, Népstadion                    | Magyarország  | 2 – 2        | Spanyolország | barátságos    | -            |              |
| 2.           | 1980. október 8.     | Bécs, Práter stadion                    | Ausztria      | 3 – 1        | Magyarország  | barátságos    | -            |              |
| 3.           | 1981. április 15.    | Valencia, Luis Casanova-stadion         | Spanyolország | 0 – 3        | Magyarország  | barátságos    | -            | 70'          |
| 4.           | 1981. április 28.    | Luzern, Allmend-stadion                 | Svájc         | 2 – 2        | Magyarország  | vb-selejtező  | -            | 81'          |
| 5.           | 1981. május 13.      | Budapest, Népstadion                    | Magyarország  | 1 – 0        | Románia       | vb-selejtező  | -            |              |
| 6.           | 1981. május 20.      | Oslo, Ullevaal Stadion                  | Norvégia      | 1 – 2        | Magyarország  | vb-selejtező  | -            |              |
| 7.           | 1981. június 6.      | Budapest, Népstadion                    | Magyarország  | 1 – 3        | Anglia        | vb-selejtező  | -            |              |
| 8.           | 1982. február 14.    | Christchurch, II. Erzsébet Stadion      | Új-Zéland     | 1 – 2        | Magyarország  | barátságos    | -            |              |
| 9.           | 1982. április 18.    | Budapest, Népstadion                    | Magyarország  | 1 – 2        | Peru          | barátságos    | -            | 70'          |
| 10.          | 1982. június 18.     | Alicante, Estadio José Rico Pérez (ESP) | Argentína     | 4 – 1        | Magyarország  | vb-csoportkör | -            |              |
| 11.          | 1982. június 22.     | Elche, Nueva Estadio (ESP)              | Belgium       | 1 – 1        | Magyarország  | vb-csoportkör | 1            | 28'          |
| 12.          | 1983. április 13.    | Coimbra, Municipal-stadion              | Portugália    | 0 – 0        | Magyarország  | barátságos    | -            | 72'          |
| 13.          | 1983. április 27.    | London, Wembley Stadion                 | Anglia        | 2 – 0        | Magyarország  | Eb-selejtező  | -            |              |
| 14.          | 1983. május 15.      | Budapest, Népstadion                    | Magyarország  | 2 – 3        | Görögország   | Eb-selejtező  | -            |              |
| 15.          | 1983. szeptember 7.  | Budapest, Népstadion                    | Magyarország  | 1 – 1        | NSZK          | barátságos    | -            | 58'          |
| 16.          | 1983. október 12.    | Budapest, Népstadion                    | Magyarország  | 0 – 3        | Anglia        | Eb-selejtező  | -            |              |
| 17.          | 1983. október 26.    | Budapest, Népstadion                    | Magyarország  | 1 – 0        | Dánia         | Eb-selejtező  | -            |              |
| 18.          | 1983. december 3.    | Szaloniki, Kaftanzoglu-stadion          | Görögország   | 2 – 2        | Magyarország  | Eb-selejtező  | -            |              |
| 19.          | 1984. január 18.     | Cádiz, Ramón de Carranza Stadion        | Spanyolország | 0 – 1        | Magyarország  | barátságos    | -            |              |
| 20.          | 1984. március 31.    | Szabadka, Szpartak Stadion              | Jugoszlávia   | 2 – 1        | Magyarország  | barátságos    | -            |              |
| 21.          | 1984. május 23.      | Székesfehérvár, Sóstói Stadion          | Magyarország  | 0 – 0        | Norvégia      | barátságos    | -            |              |
| 22.          | 1984. május 31.      | Budapest, Üllői úti Stadion             | Magyarország  | 1 – 1        | Spanyolország | barátságos    | -            |              |
| 23.          | 1984. június 6.      | Brüsszel, Heysel Stadion                | Belgium       | 2 – 2        | Magyarország  | barátságos    | -            |              |
| 24.          | 1984. augusztus 25.  | Budapest, Népstadion                    | Magyarország  | 0 – 2        | Mexikó        | barátságos    | -            |              |
| 25.          | 1984. október 17.    | Rotterdam, Feijenoord Stadion           | Hollandia     | 1 – 2        | Magyarország  | vb-selejtező  | -            |              |
| 26.          | 1984. november 17.   | Limassol, Tszirion Stadion              | Ciprus        | 1 – 2        | Magyarország  | vb-selejtező  | -            |              |
| 27.          | 1985. április 3.     | Budapest, Népstadion                    | Magyarország  | 2 – 0        | Ciprus        | vb-selejtező  | -            |              |
| 28.          | 1985. május 14.      | Budapest, Népstadion                    | Magyarország  | 0 – 1        | Hollandia     | vb-selejtező  | -            |              |
| 29.          | 1986. március 16.    | Budapest, Népstadion                    | Magyarország  | 3 – 0        | Brazília      | barátságos    | -            |              |
| 30.          | 1986. június 6.      | Irapuato, Estadio Irapuato (MEX)        | Magyarország  | 2 – 0        | Kanada        | vb-csoportkör | -            |              |
| 31.          | 1986. június 9.      | León, Estadio León (MEX)                | Magyarország  | 0 – 3        | Franciaország | vb-csoportkör | -            |              |
|              | Összesen             |                                         |               | 31           | mérkőzés      |               | 1            | gól          |